# Рівки
Рі́вки — село в Україні, у Ганнопільській сільській громаді Шепетівського району Хмельницької області. 
Відповідно до Розпорядження Кабінету Міністрів України від 12 червня 2020 року № 727-р «Про визначення адміністративних центрів та затвердження територій територіальних громад Хмельницької області» увійшло до складу Ганнопільської сільської громади 
Населення становить 571 особу. Розташоване на річці Нирка (притока Жарихи)

## Історія
У 19 століття у селі було 132 дворів і близько 1000 жителів, дерев'яна церква — Троїцька — з 1755 року, церковно-приходська школа. Колись село належало Острозьким, пізніше перейшло до Яблоновських, а від них до Красінських і Лєнкевичів. В 1820 році на полях села російське військове командування робило огляд литовського війська. На околицях Рівок в кінці 19 століття було 137 курганів.
У 1906 році село Аннопільської волості Острозького повіту Волинської губернії. Відстань від повітового міста 31 верст, від волості 3. Дворів 101, мешканців 639.
7 (20) листопада 1917 року, відповідно до Третього Універсалу Української Центральної Ради, увійшло до складу Української Народної Республіки.
12 червня 2020 року, відповідно до розпорядження Кабінету Міністрів України № 727-р «Про визначення адміністративних центрів та затвердження територій територіальних громад Хмельницької області», увійшло до складу Ганнопільської сільської територіальної громади
19 липня 2020 року, в результаті адміністративно-територіальної реформи та ліквідації Славутського району, село увійшло до складу новоутвореного Шепетівського району.

## Населення
Згідно з переписом УРСР 1989 року чисельність наявного населення села становила 672 особи, з яких 307 чоловіків та 365 жінок.
За переписом населення України 2001 року в селі мешкало 565 осіб.

### Мова
Розподіл населення за рідною мовою за даними перепису 2001 року:
| Мова       | Відсоток |
| ---------- | -------- |
| українська | 99,30 %  |
| російська  | 0,70 %   |

## Символіка
Затверджена 13 жовтня 2015 року рішенням № 2 XLIV сесії сільської ради VI скликання.

### Герб
У лазуровому полі над золотою хвилястою базою скаче срібний кінь. У золотій главі червоний лапчастий хрест, обабіч якого два червоних грона калини з зеленими листками. Щит вписаний у декоративний картуш і увінчаний золотою сільською короною. Унизу картуша напис «РІВКИ».
Хвиляста база — знак горбкуватої місцевості, де виникло село, а також води. Кінь — символ свободи і волі. Лапчастий хрест — символ Волині; калина — символ великої кількості цього куща поблизу села. Корона означає статус населеного пункту.

### Прапор
Квадратне полотнище складається з трьох горизонтальних смуг — жовтої, синьої і жовтої, відділеної хвилясто, у співвідношенні 7:15:2. В центрі верхньої смуги червоний лапчастий хрест, обабіч якого два червоних грона калини з зеленими листками. В центрі середньої смуги білий кінь, що скаче в древкову сторону.